# Местечко Раифа
Местечко Раифа (тат. Раифа, Raifa, тат. Рәифә, Räifä) — посёлок в Зеленодольском районе Татарстана. Входит в состав Раифского сельского поселения.

## География
Находится в западной части Татарстана на расстоянии приблизительно 11 км на северо-восток по прямой от районного центра города Зеленодольск.

## История
Посёлок основан в 1920-х годах рядом с Раифским Богородицким монастырем. С 1930-х годов здесь размещалась тюрьма для политзаключённых, позже — колония для малолетних преступников. Ныне посёлок состоит из территорий возрожденного монастыря, Раифского специального учебно-воспитательного учреждения закрытого типа и жилой зоны сотрудников.

## Население
Постоянных жителей было: в 1926 году — 171, в 1949 — 350, в 1958 — 482, в 1970 — 622, в 1989 — 674. Постоянное население составляло 593 человека (русские 65 %, татары 32 %) в 2002 году, 484 — в 2010.